# Vincenzo Maria Coronelli

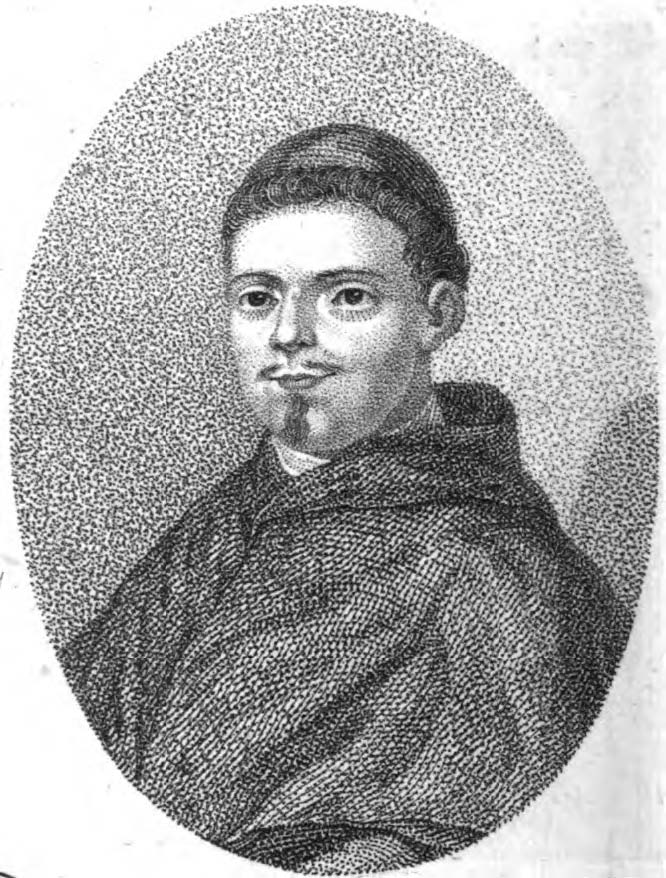
Vincenzo Maria Coronelli

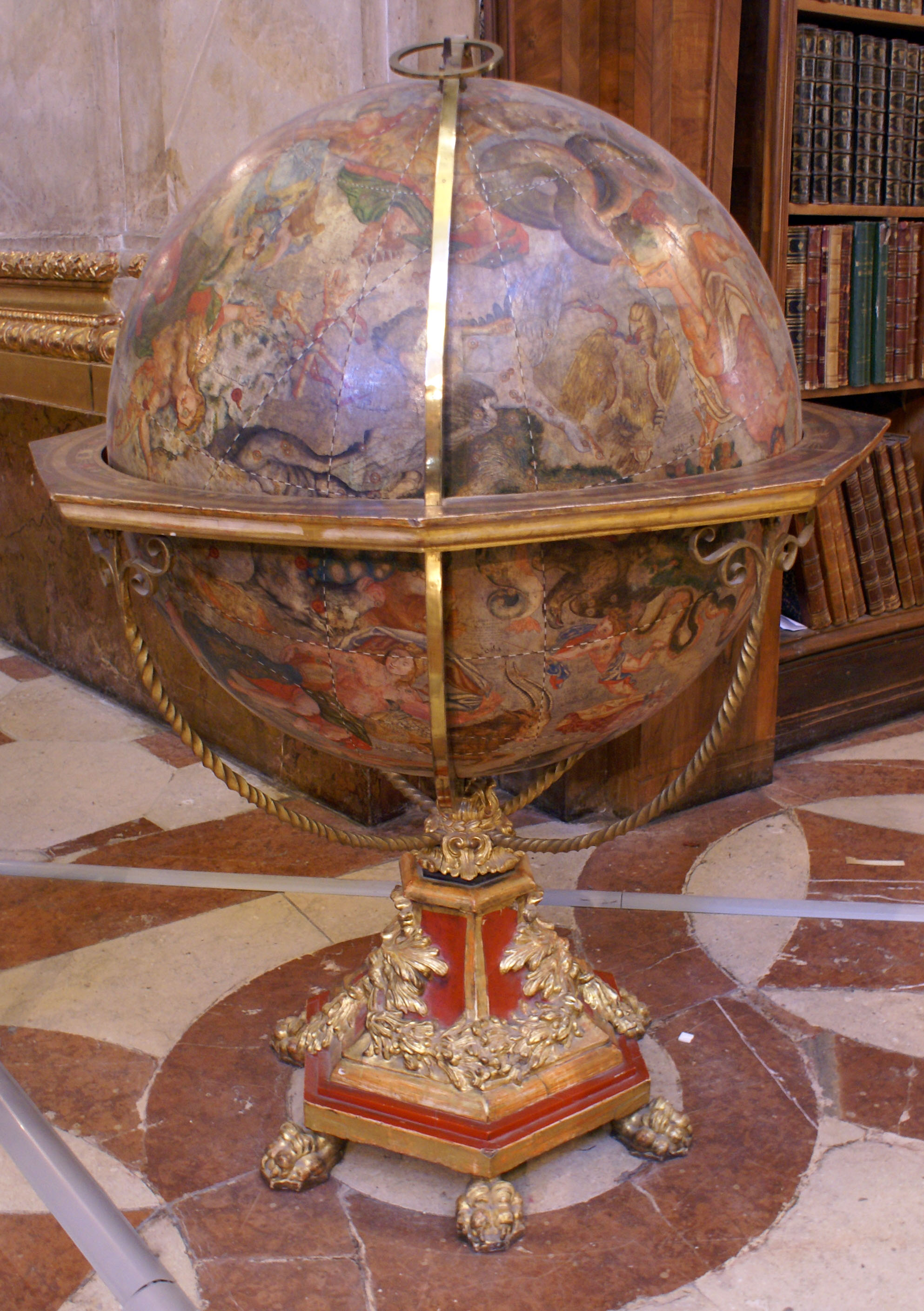
Himmelsglob av Coronelli

Vincenzio Maria Coronelli, född 16 augusti 1650 i Venedig, död där 9 december 1718, var en italiensk historiker och geograf.
Coronelli blev 1683 republiken Venedigs kosmograf och 1702 minoritgeneral. Han stiftade "Societas geographica argonautarum" i Venedig, utarbetade för Ludvig XIV himmels- och jordglober  samt en mängd kartor och författade ett stort encyklopediskt arbete, Bibliotheca universalis sacroprofana, i 28 band, varav bara 7 utkom. Bland hans andra arbeten märks Storia veneta (Venedigs historia) för tiden 421-1504.